# Sigöldufoss
Sigöldufoss è una cascata alta 10 metri situata nella regione del Suðurland, nella parte meridionale dell'Islanda.

## Descrizione
La cascata è alimentata dal fiume Tungnaá, che presenta un salto di una decina di metri e una larghezza di 30 metri. Il flusso d'acqua della cascata, normalmente di un bel colore blu, è stato notevolmente ridotto in seguito alla costruzione della diga che ha sbarrato il fiume a monte creando il bacino idrico di Sigöldulón, utilizzato per la produzione di energia idroelettrica. 
La cascata può essere ammirata in tutta la sua potenza solo in occasione di lavori di manutenzione sulla diga o sulla centrale, che permettono il ripristino della normale portata del fiume, come avvenuto nell'estate del 2009.